# NGC 2386
NGC 2386 este o galaxie situată în constelația Gemenii. A fost descoperită în 1 ianuarie 1876 de către Lawrence Parsons.